# جون مولر (لاعب كرة قاعدة)
جون مولر (بالإنجليزية: Jon Mueller)‏ هو لاعب كرة قاعدة أمريكي، ولد في 26 يناير 1970 في Stillwater, New York ‏ في الولايات المتحدة.

## وصلات خارجية
- جون مولر على موقعبيزبول رفرنس.كوم (الدوري الثانوي) (الإنجليزية)